# El Contadero, Tamaulipas
El Contadero är en ort i Mexiko.   Den ligger i kommunen Altamira och delstaten Tamaulipas, i den östra delen av landet, 300 km norr om huvudstaden Mexico City. El Contadero ligger 3 meter över havet och antalet invånare är 313.
Terrängen runt El Contadero är mycket platt. Havet är nära El Contadero åt nordost.  Närmaste större samhälle är Tampico, 6,4 km söder om El Contadero. 